# Ньютон, Хельмут
Хе́льмут Нью́тон (англ. Helmut Newton, при рождении — Нойштедтер, нем. Neustädter; 31 октября 1920[…], Берлин — 23 января 2004[…], Лос-Анджелес, Калифорния) — немецкий и австралийский фотограф и фотохудожник.
Газета New York Times назвала его «плодовитым, широко подражаемым фотографом моды, чьи провокационные, эротически заряженные чёрно-белые фотографии были визитной карточкой журнала Vogue и других изданий».

## Биография

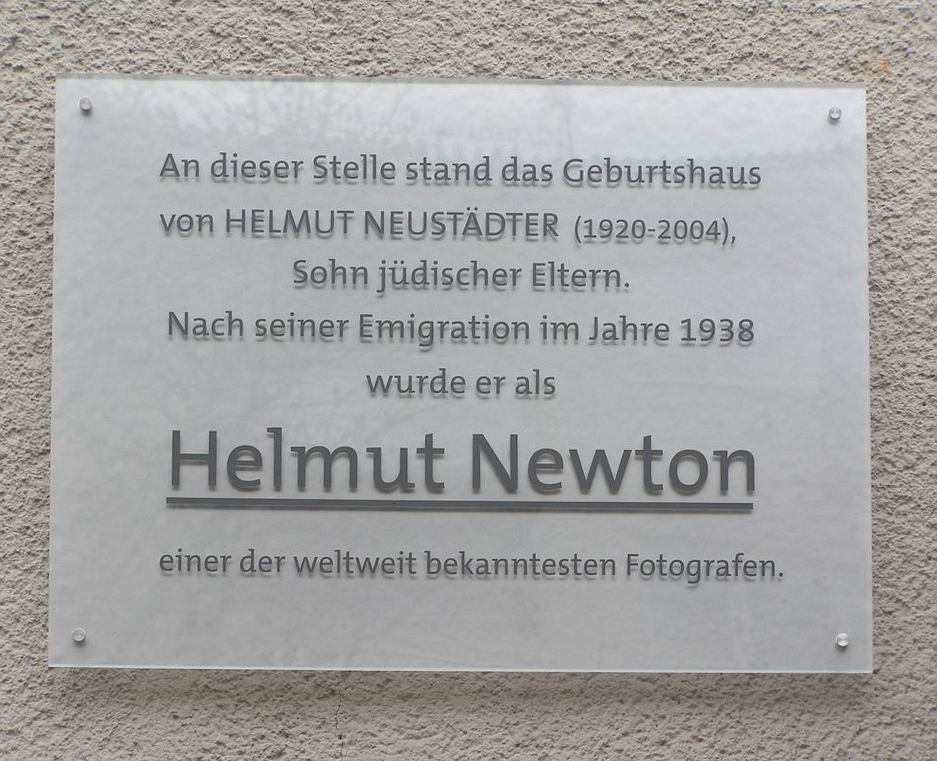
Мемориальная доска на его родовом доме в Шёнеберге, Берлин. Перевод: «На этом месте находился родовой дом Хельмута Нойштедтера (1920—2004), сына еврейских родителей. После эмиграции в 1938 году он стал известен как Хельмут Ньютон, один из самых известных фотографов во всем мире»

Ньютон родился в Берлине, в семье Клары «Клэр» (урождённой Маркиз) и Макса Нойштедтера, владельца пуговичной фабрики. Его семья была еврейской. Ньютон учился в гимназии Генриха фон Трайчке-Реальгемна и в Американской школе в Берлине. Заинтересовавшись фотографией с 12 лет, когда он приобрёл свой первый фотоаппарат, с 1936 года он работал у немецкого фотографа Ивы (Элси Нойлендер Симон).
В результате всё более жёстких ограничений, наложенных на евреев Нюрнбергскими законами, его отец потерял контроль над фабрикой, на которой он производил пуговицы и пряжки, и был на короткое время помещён в концентрационный лагерь во время «Хрустальной ночи» 9 ноября 1938 года, что окончательно вынудило семью покинуть Германию. Родители Ньютона бежали в Аргентину. Сразу после достижения 18 лет Ньютон получил паспорт и 5 декабря 1938 года покинул Германию. В Триесте он сел на пароход Conte Rosso (вместе с примерно 200 другими беглецами от нацистов), намереваясь отправиться в Китай. Прибыв в Сингапур, Ньютон обнаружил, что может остаться там, сначала на короткое время в качестве фотографа для газеты Straits Times, а затем в качестве фотографа-портретиста.
Ньютон был интернирован британскими властями во время пребывания в Сингапуре и отправлен в Австралию на корабле Queen Mary, прибыв в Сидней 27 сентября 1940 года. В лагерь в Татуре интернированные добирались по железной дороге под вооружённой охраной. В 1942 года он был освобождён от интернирования и некоторое время работал сборщиком фруктов в Северной Виктории. В августе 1942 года Ньютон поступил на службу в австралийскую армию и работал водителем грузовика. После окончания войны в 1945 года он стал британским подданным и в 1946 года сменил фамилию на Ньютон.
В 1946 года Ньютон открыл студию в фешенебельном районе Флиндерс-Лейн в Мельбурне и занимался модной, театральной и промышленной фотографией в обеспеченные послевоенные годы. Свою первую совместную выставку он провёл в мае 1953 года вместе с Вольфгангом Зиверсом, таким же беженцем из Германии, как и он сам, служившим в той же роте. Выставка «Новые взгляды на фотографию» была представлена в отеле Federal Hotel на Коллинз-стрит и, вероятно, стала первым знакомством с фотографией нового объективизма в Австралии. Ньютон стал сотрудничать с Генри Талботом, немецким евреем, который также был интернирован в Татуре, и его сотрудничество со студией продолжалось даже после 1957 года, когда он уехал из Австралии в Лондон. Студия была переименована в «Хельмут Ньютон и Генри Тальбот».

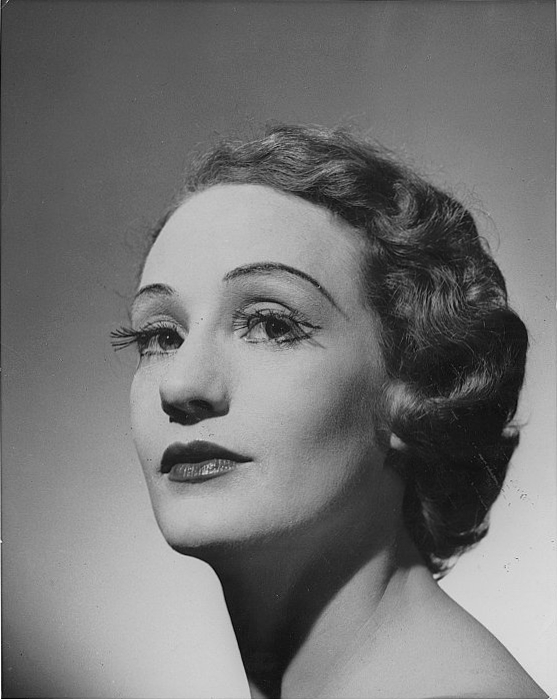
Портрет Лорел Мартин, 1952 год

Растущая репутация Ньютона как фотографа моды была вознаграждена, когда он получил заказ на иллюстрацию модной одежды в специальном австралийском приложении к журналу Vogue, опубликованном в январе 1956 года. Он заключил 12-месячный контракт с британским Vogue и в феврале 1957 года уехал в Лондон, оставив Талбота руководить бизнесом. Ньютон покинул журнал до окончания срока контракта и уехал в Париж, где работал для французских и немецких журналов. В марте 1959 года он вернулся в Мельбурн и заключил контракт с австралийским Vogue.
В 1961 году Ньютон с женой окончательно обосновался в Париже и продолжил работу в качестве модного фотографа. Его снимки появлялись в журналах, в том числе во французском издании Vogue и Harper’s Bazaar.
Он создал особый стиль, характеризующийся эротическими, стилизованными сценами, часто с садомазохистским и фетишистским подтекстом. Инфаркт, случившийся в 1970 года, привёл к сокращению объёма работ Ньютона, однако благодаря поддержке его жены его профиль продолжал расширяться, особенно благодаря большому успеху серии «Большие и обнажённые», созданной в 1980 года в студии. Затем последовала серия «Обнажённые и одетые», а в 1992 года — «Домашние обнажённые», ставший вершиной его эротическо-городского стиля. Все эти серии были подкреплены мастерством его технических навыков. Ньютон также работал над портретами.
Ньютон снял для Playboy несколько фотографий, в том числе фотопортреты Настасьи Кински и Кристин Дебелл. Оригинальные отпечатки фотографий из его фотосессии Дебелл «200 мотелей, или Как я провёл летние каникулы», сделанные в августе 1976 года, были проданы на аукционах архивов Playboy в 2002 году за $21 075, и Christie’s в декабре 2003 года за $26 290. В России работал с моделью Ольгой Родионовой.

## Личная жизнь

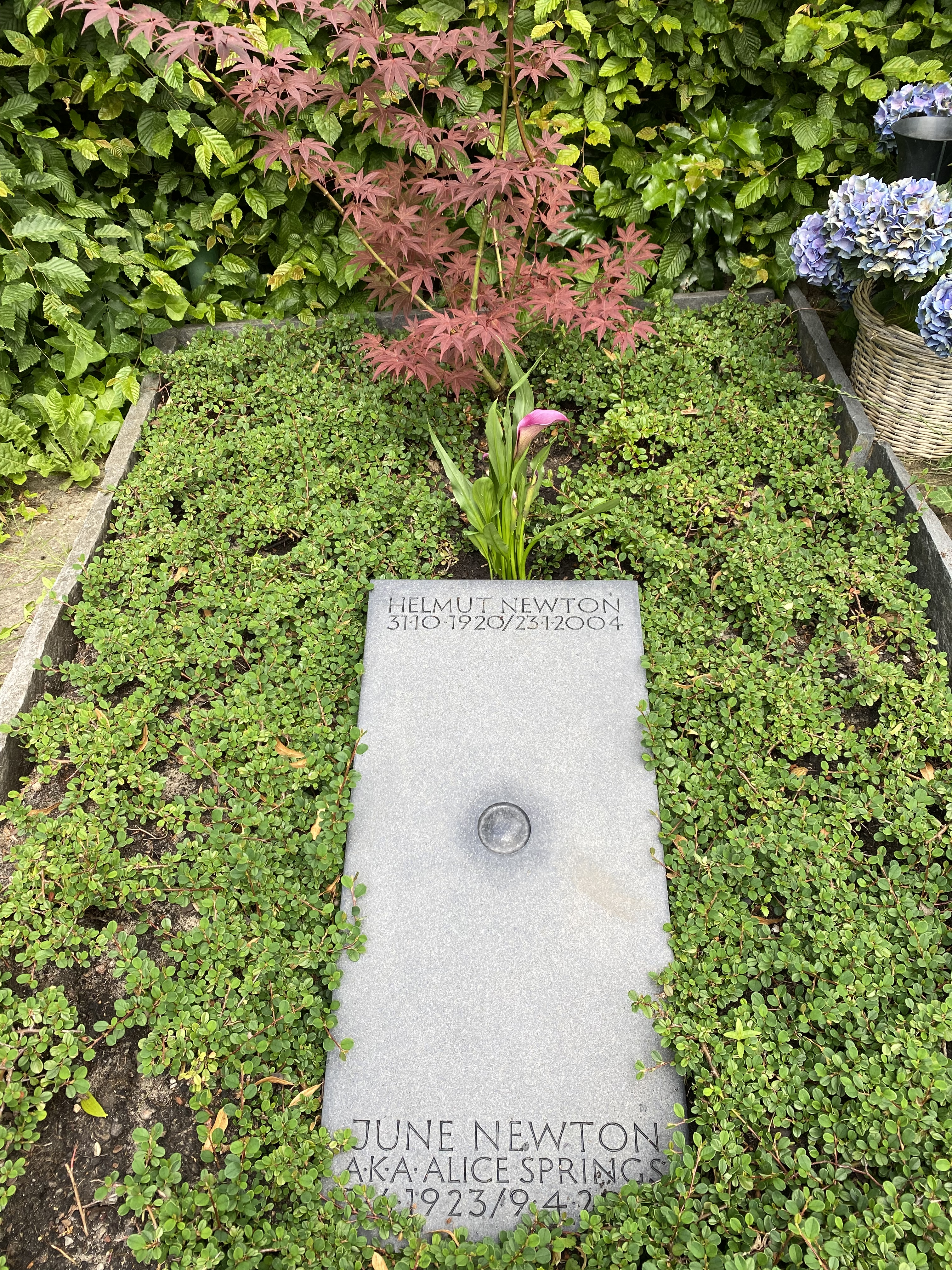
Могила Хельмута и Джун Ньютон в Берлине, кладбище Фриденау

В 1948 году он женился на актрисе Джун Браун (1923—2021), выступавшей под сценическим псевдонимом Джун Брунелл. Позже она стала успешным фотографом под ироничным псевдонимом Алиса Спрингс (в честь Алис-Спрингс, города в Австралии).

## Смерть

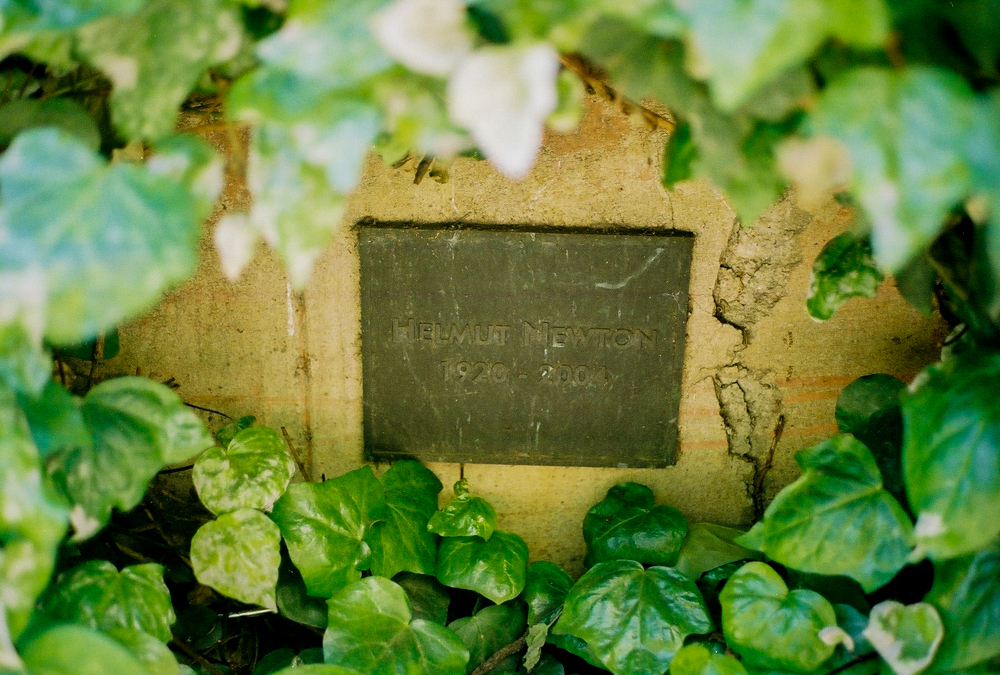
Мемориальная доска на месте аварии Хельмута Ньютона в отеле «Шато Мармон» в Лос-Анджелесе, на месте столкновения его автомобиля со стеной

23 января 2004 года в Лос-Анджелесе в возрасте 83 лет Ньютон выезжал с парковки отеля «Шато Мармон» близ Сансет-бульвара и, не справившись с управлением, врезался в стену. Спустя час в 15:15 Ньютон скончался в клинике Cedars Sinai Medical Center. Больше в аварии никто не пострадал.

## Автобиография
- Ньютон Х. Автобиография. — М.: Эксмо, 2004. — 320 с. — ISBN 5-699-06342-0.

## Награды
- Большая национальная премия за фотографию (Франция, 1990).
- Офицер монакского Ордена искусств, литературы и науки (1992).
- Командор ордена «За заслуги перед Федеративной Республикой Германия» (1992).
- Командор французского Ордена искусств и литературы (1996).